# Gomes Nunes de Pombeiro
Gomes Nunes de Pombeiro em português/galego (ou Gómez Núñez em castelhano; antes de 1096 - c.1141) foi um nobre proveniente do Reino de Leão, com uma capacidade de liderança política e militar tal que o levaram ao título condal na Galiza e a uma não menor destaque político em Portugal, onde ocupou o cargo de Mordomo-mor. O seu poder assentava no vale do rio Minho, principalmente na margem norte, correspondendo sensivelmente à Diocese de Tui. Aí, segundo uma fonte contemporânea, detinha "um local forte, uma rede de castelos e uma imensidão de cavaleiros e infantaria."
Nas várias guerras que marcaram o reinado de Urraca de Leão e Castela (1109–1126), faveoreceu o filho desta, o futuro Afonso VII de Leão e Castela (1126–1157), rei na Galiza desde 1111. Gomes contava-se assim entre os líderes galegos da fação do infante-rei, juntamente com o Arcebispo de Santiago de Compostela, Diego Gelmírez e o chefe da família nobre mais influente da Galiza, Pedro Froilaz de Trava. Nos primeiros anos da década de 20 do século XII, após a rainha Urraca ter feito a paz com Afonso VII, Gomes aliou-se com outra rainha, Teresa de Portugal, e o seu amante Fernão Peres de Trava. Gomes virar-se-ia contra eles para apoiar o infante e herdeiro Afonso Henriques, filho de Teresa e do seu falecido esposo Henrique de Borgonha, e inclusive apoiou-o na sua demanda para fundar o Reino de Portugal, o que Afonso conseguiria em 1139. Faleceu no exílio.

## Biografia

### Filiação
Gomes foi filho do conde Nuno de Celanova e de Sancha Gomes de Sousa, filha de Gomes Echigues e de Gontrode Moniz. 
Gomes foi considerado por alguns historiadores como irmão de Afonso Nunes de Celanova, filho mais velho de Nuno Vasques e Fronilde Sanches. Num documento de 1104, do mosteiro de Sahagún, Afonso é nomeado com os seus irmãos Mendo, Elvira e Sancho, não havendo qualquer menção a um Gomes. Em outras fontes Gomes tem um irmão de nome Fernando, que num documento de 1127 se declara filho de Nuno Mendes (que seria o conde de Portucale Nuno Mendes e que este seria primo de Nuno Vasques de Celanova). O nome das esposas acaba por ser o que faz descartar estas possibilidadesː a do conde Nuno Mendes chamava-se Goncina (e aparece numa carta uns dias antes da morte do conde), e a de Nuno Vasques chamava-se Fronilde. Uma hipótese seria este Nuno Vasques ser o conde de Celanova, que teria casado duas vezes, fazendo de Gomes meio-irmão de Afonso Nunes.

### Entre Portugal, Leão e Galiza

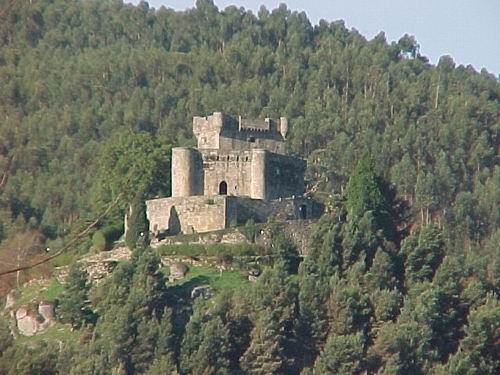
Castelo de Sobroso, governado por Gomes e onde ajudou a cercar a rainha Urraca em 1116.

Embora documentado desde 1096, a primeira menção de um ato de Gomes é de março de 1110, quando detinha a fortaleza de São Cristóvão em nome de Henrique de Borgonha. Gomes detê-la-ia ainda em 1111. Por volta de abril de 1112 foi nomeado mordomo-mor,, o mais alto cargo curial no Portugal de então, permanecendo na corte portucalense até 1114.
Em novembro de 1115 já se encontrava na Galiza com um título condal (comes), onde jurou um pacto para defender os direitos do arcebispo de Santiago Diego Gelmírez  de um tratado recente com a rainha Urraca. Esta, em 1116, organizou um ataque às posses de Gomes, mas conseguiu derrotá-la com o apoio de Pedro Froilaz de Trava e da rainha Teresa de Portugal, cercando-a no Castelo de Sobroso.
Em 1117 Gomes ajudou à supressão da revolta popular em Santiago de Compostela. No ano seguinte servia Afonso VII ainda em oposição à sua mãe, como alcalde de Talavera de la Reina.Nesse ano, juntava-se ao exército que expulsou Afonso I de Aragão do Reino de Leão e Castela e declarou Afonso VII como rex Hispaniae ("Rei da Hispânia") em Toledo. Em 1120 voltou a defender o arcebispo de Santiago para reafirmar o pacto de 1115.  
Em abril de 1120 Gomes estava de regresso à corte portuguesa e aí se manteve até setembro de 1125, ajudando Teresa a conseguir a posse de Tui e Ourense a norte do Minho. Em março de 1126, morria Urraca e Afonso VII, novo rei leonês, assina o Tratado de Ricobayo com Portugal, estando também presentes Gomes, o seu genro e a maioria da nobreza galega que jurou fidelidade ao rei Afonso VII em Zamora. Não se sabe se Gomes estav em negociação com a rainha de Portugal, mas é certo que esta perdeu o controlo das terras a norte do Minho que ganhara havia não muito tempo. Nessa primavera Arias Pérez organizou nova revolta na Galiza e Gomes e o arcebispo foram obrigados a suprimi-la, cercando o Castelo de Lobeira e outros castelos de Arias, forçando-o a render-se.

### Vassalo de Afonso VII de Leão
Quando um tio de Gomes, um conde Fernando, faleceu, por volta de 1126, parte do mosteiro de San Salvador de Budiño, pertença da sua família desde a sua funsação, passa diretamente para a coroa. Mas Afonso faz retornar os direitos para Gomes e os seus irmãos. A 26 de julho os irmãos de Geomes doaram todo o mosteiro e terras anexas, à Abadia de Cluny, aliada da realeza leonesa.A doação seria confirmada pelo rei em agosto de 1142 através de um privilégio pedido por Pedro, o Venerável, que estava então de visita à Península. A carta refere que os limites dos coutos do mosteiro foram supervisados segundoinsistência de Gomes Nunes em 1126.

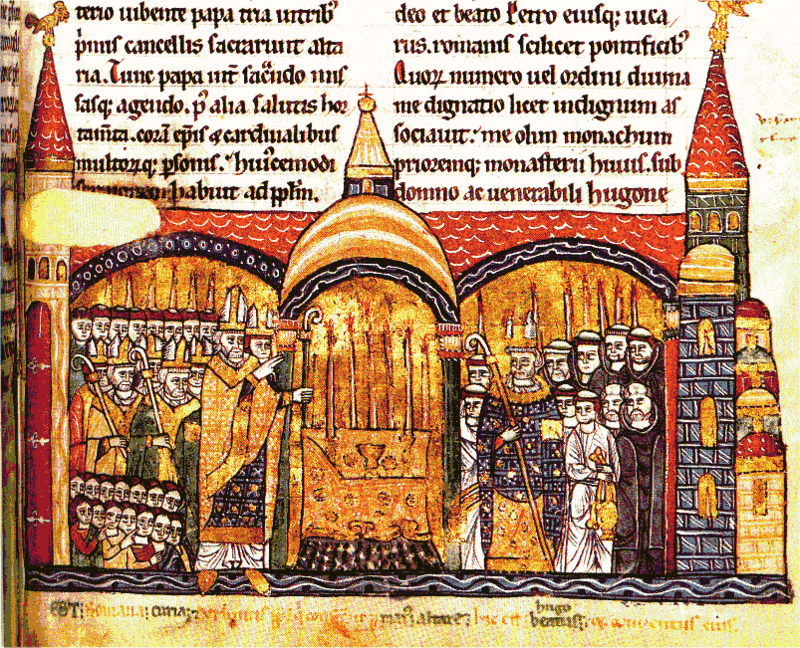
Representação do século XII de monges da Ordem de Cluny. Gomes Nunes tornou-se um deles depois de participar na invasão portuguesa falhada na Galiza. O conde estabelecera laços com esta ordem através de uma grande doação em 1126.

Entre fevereiro de 1129 e março de 1131 foi confiada a Gomes a tenência de Toronho, na Galiza. A Chronica Adefonsi imperatoris (livro I) testemunha que se juntou a Rodrigo Peres de Trava contra o rei de Leão em 1136, apoiando os portugueses e os navarros, que invadiram Leão e Castela simultaneamente, em duas frentes distintas. Deverá ser um erro, uma vez que de facto Gomes participou numa revola, mas somente em c.1140, onde Rodrigo também teria tomado parte.

### Rebelião e exílio
Em 1138 Gomes Nunes governava Tui, onde era chamado comes Tudensis (Conde de Tui) em documentos contemporâneos de Afonso VII, apesar de o seu título ser apenas jurisdicional, e não se saber quanto tempo governou aí Um documento de 1151 testemunha uma tentativa falhada de estabelecimento de um mosteiro beneditino em Barrantes, e como os patrocinadores da iniciativa eram apoiados pelos senhores da terra (dominus terrae), na altura Gomes. Ainda em 1138 Gomes fez a uma doação a Celanova, uma grande e influente casa beneditina na Galiza, e o seu poder e riqueza à época era indicado pela presença de três cléigos na sua corte, servindo como capelães e secretários.
Gomes foi um apoiante leal, quer apoiando Afonso VII quer Afonso Henriques (entre 1138 e 1140). Gomes apoiou a invasão portuguesa da Galiza em 1141, tendo por castigo o exílio forçado em Cluny. Parecia evidente a sua parcialidade para com o monasticimo beneditino, apesar de, em 1128, e excecionalmente, ter feito uma doação à Ordem dos Templários, cuja organização se baseava na da Ordem de Cister.

## Casamento e descendência
Casou-se, no máximo até 1117 (quando aparecem pela primeira vez casados), com Elvira Peres de Trava, filha de Pedro Froilaz de Trava, conde de Trava e de Maior "Gontrodo" Rodrigues de Bárcena, e portanto meia-irmã de Fernão e Bermudo Peres de Trava.
Deste casamento resultou a seguinte descendência:
- Loba Gomes de Pombeiro, c.c. Godim Viegas de Penagate.
- Maria Gomes de Pombeiro, c.c. Lourenço Viegas de Ribadouro;
- Urraca Gomes de Pombeiro[3], c.c. Fernando Anes de Montor (m. 1157) e foram os pais de Paio Curvo de Toronho[23];
- Châmoa Gomes de Pombeiro, c.c. 1) Paio Soares da Maia 2) Mem Rodrigues de Tougues
- Fernão Gomes de Pombeiro, abade[24]